# 박채희 (1995년)
박채희(1995년 ~ )는 대한민국의 배우, 유튜버이다.

## 출연

### 방송

#### 드라마
- 2020년 MBC 《찬란한 내 인생》

#### 예능
- 2019년 《박채희》 (웹 예능) - 진행자 (2019.11.02~)

### 영화
- 2018년 《안시성》 - 백하부대 역
- 2019년 《단추》 (단편 영화) - 무리 1 역
- 2019년 《기방도령》 - 비향 역
- 2021년 《영면》 (단편 영화) - 기자 역
- 2021년 《귀인》 (독립 영화) - 려영 역